# دیوته‌فوران
دیوته‌فوران (به انگلیسی: Dinotefuran) یک ترکیب شیمیایی با شناسه پاب‌کم ۱۹۷۷۰۱ است.